# KakaoMusic
KakaoMusic (en hangul, 카카오뮤직) fue un servicio de streaming de música lanzado por Kakao. Permitía a los usuarios transmitir y comprar música y, al mismo tiempo, compartir canciones y conectarse con amigos a través de KakaoTalk. En 2017, Kakao fusionó Kakao Music con Melon, el otro servicio de streaming de música de la compañía.

## Características
Las personas podían crear sus propias salas de música donde sus amigos podían escuchar su colección de canciones y dejar comentarios. También permitía a los usuarios configurar música de fondo para sus páginas en KakaoTalk y KakaoStory. Como parte de su esfuerzo por intentar volver a ingresar al mercado japonés, Kakao lanzará su servicio de música en Japón para complementar KakaoTalk, Kakao T y Piccoma.
A 2021, la cuota de mercado de Kakao Music es el 3,05%, detrás de Melon (37,28%), Genie Music (19,24%), YouTube Music (19,22%) y Naver Vibe (4,08%).